# Sofiivka (Znameanka), Berezivka
Sofiivka (în ucraineană Софіївка, în germană Neu Kassel) este un sat în comuna Znameanka din raionul Berezivkaa, regiunea Odesa, Ucraina. Satul a fost locuit de germanii pontici.

## Demografie
Componența lingvistică a localității Sofiivka
     Ucraineană (98,58%)
     Alte limbi (1,42%)
Conform recensământului din 2001, majoritatea populației localității Sofiivka era vorbitoare de ucraineană (98,58%), existând în minoritate și vorbitori de alte limbi.